# The Supremes
The Supremes – afroamerykańska grupa wokalna śpiewająca soul, funk. Zespół powstał w Detroit w 1959 i nagrywał dla wytwórni Motown. Grupa uległa rozwiązaniu w roku 1977.
W 1988 grupa The Supremes została wprowadzona do Rock and Roll Hall of Fame.

## Dyskografia
- 1962 Meet the Supremes
- 1964 Where Did Our Love Go?
- 1964 A Bit of Liverpool
- 1964 Live at the Apollo
- 1965 The Supremes Sing Country Western & Pop
- 1965 We Remember Sam Cooke
- 1965 At the Copa
- 1965 Merry Christmas
- 1965 With Love
- 1966 I Hear a Symphony
- 1966 Supremes A' Go-Go
- 1967 The Supremes Sing Holland-Dozier-Holland
- 1967 The Supremes Sing Rodgers & Hart
- 1968 Reflections
- 1968 Live at London's Talk of the Town
- 1968 Funny Girl
- 1968 Love Child
- 1968 Diana Ross & the Supremes Join the...
- 1968 T.C.B.
- 1968 Sing Motown
- 1969 Let the Sunshine In
- 1969 It's Happening
- 1969 Together
- 1969 Cream of the Crop
- 1969 On Broadway
- 1970 Captured Live on Stage!
- 1970 Right On
- 1970 Farewell [live]
- 1970 The Magnificent 7
- 1970 New Ways But Love Stays
- 1971 The Return of the Magnificent Seven
- 1971 Touch
- 1971 Dynamite
- 1972 Floy Joy
- 1972 The Supremes Arranged and Produced by Jimmy...
- 1975 The Supremes
- 1976 High Energy
- 1976 Mary, Scherrie and Susaye